# The Visitors
The Visitors, lansat în 1981, a fost al optulea și ultimul album de studio al formației muzicale ABBA. Albumul marchează o schimbare de stil a grupului, muzica lor devenind mai „serioasă” , probabil și ca urmare a experiențelor personale, Benny Andersson și Anni-Frid Lyngstad divorțând în februarie. Prima piesă de pe album, cea care dă și titlul albumului, The visitors, a fost intenționată ca un protest împotriva tratamentului la care erau supuși dizidenții sovietici în acea perioadă, albumul fiind, de altfel, interzis în URSS.
Înregistrările au început la 16 martie 1981. A fost unul din primele albume înregistrate și remixate digital, fiind chiar primul care va fi distribuit și pe format Compact Disc  Arhivat în 5 iulie 2008, la Archive.is. Toate piesele au fost compuse de Andersson și Ulvaeus.

### Piesele albumului
Side A
1. "The Visitors" – 5:47
2. "Head Over Heels" – 3:48
3. "When All Is Said and Done" – 3:17
4. "Soldiers" – 4:41

Side B
1. "I Let The Music Speak" – 5:23
2. "One of Us" – 3:57
3. "Two For The Price Of One" – 3:38
4. "Slipping Through My Fingers" – 3:53
5. "Like An Angel Passing Through My Room" – 3:40

Albumul a fost remixat în 1997 și 2001, adăugându-i-se patru piese bonus:
1. "Should I Laugh Or Cry" – 4:29
2. "The Day Before You Came" – 5:53
3. "Cassandra" – 4:56 (doar pe albumul din 2001)
4. "Under Attack" – 3:48
5. "You Owe Me One" – 3:26 (doar pe albumul din 1997)

The Visitors a mai fost relansat și în 2005 ca parte a „Totalității înregistrărilor de studio ale ABBA” (The Complete Studio Recordings), cu câteva piese bonus:
1. "Should I Laugh Or Cry" – 4:32
2. "No Hay A Quien Culpar" (Andersson, Ulvaeus, Buddy McCluskey, Mary McCluskey) – 3:14
3. "Se Me Está Escapando" (Andersson, Ulvaeus, B. McCluskey, M. McCluskey) – 3:54
4. "The Day Before You Came" – 5:51
5. "Cassandra" – 4:54
6. "Under Attack" – 3:49
7. "You Owe Me One" – 3:26

Piesele 11–12 sunt din versiunea în spaniolă a albumului, iar 13-16 sunt cele înregistrate în 1982.